# CARE International
CARE (viết tắt của Cooperative for American Remittances to Europe = Hợp tác xã cho việc gửi hàng của Mỹ sang châu Âu; tuy nhiên ý nghĩa của tên gốc này hiện không được sử dụng cho ý nghĩa hiện nay của tên tổ chức) là một tổ chức nhân đạo và hỗ trợ phát triển quốc tế lớn, với các chương trình ở trên 90 quốc gia khắp thế giới.
CARE đặt trọng tâm đặc biệt vào làm việc cùng với các phụ nữ nghèo, bởi vì - nếu được cung cấp các nguồn lực thích hợp - thì phụ nữ có khả năng giúp cả gia đình và toàn cộng đồng thoát khỏi đói nghèo. Phụ nữ là trung tâm của những nỗ lực dựa vào cộng đồng của CARE để cải thiện giáo dục cơ bản, ngăn chặn sự lây lan của HIV/AIDS, gia tăng quyền sử dụng nước sạch và vệ sinh môi trường, mở rộng cơ hội kinh tế và bảo vệ tài nguyên thiên nhiên.
CARE cũng cung cấp viện trợ khẩn cấp cho nạn nhân của thảm họa chiến tranh và thiên tai, và giúp người dân xây dựng lại cuộc sống của họ.
Tại Việt Nam, CARE bắt đầu hoạt động từ 1954 và chính thức trở lại năm 1989. Trong giai đoạn đầu sau khi trở lại, CARE tập trung hỗ trợ các cộng đồng ngăn chặn sự lây lan của HIV/AIDS, tiếp cận nước sạch và vệ sinh môi trường,... Hiện nay (2015-2020), CARE Quốc tế tại Việt Nam tập trung hỗ trợ phụ nữ dân tộc thiểu số ở miền núi/nông thôn và phụ nữ thiệt thòi ở đô thị, như nữ lao động nhập cư làm các công việc không chính thức hay nữ công nhân nhà máy. Các hoạt động của CARE hướng đến mục tiêu sao cho người phụ nữ cải thiện vị thế kinh tế của mình; nâng cao thu nhập, tiếng nói, quyền quyết định;....và đóng góp vào việc hỗ trợ các cộng đồng thích ứng với biến đổi khí hậu, giảm bạo lực giới,....

## Tuyên bố về sứ mệnh chính thức
Tầm nhìn: Chúng tôi phấn đấu cho một thế giới công bằng, tốt đẹp, một thế giới không còn đói nghèo và mọi người đều được tôn trọng, đều được sống trong bình yên và hạnh phúc.
Sứ mệnh:
CARE hoạt động trên toàn cầu để đảm bảo an toàn tính mạng và đời sống, đẩy lùi nghèo đói và đạt công bằng xã hội.
Trọng tâm
CARE lấy trọng tâm là phụ nữ và trẻ em gái vì chúng tôi hiểu rằng không thể xóa bỏ đói nghèo cho tới khi mọi người đều có quyền và cơ hội công bằng.
Các giá trị cốt lõi
- Chuyển đổiChúng tôi tin vào hành động khẩn trương, đổi mới và sự cần thiết phải chuyển đổi – trong thế giới và chính tổ chức của mình.
- Liêm chínhChúng tôi có trách nhiệm giải trình trước người dân và những đối tác mà chúng tôi phục vụ, chia sẻ kết quả, câu chuyện và bài học một cách minh bạch.
- Đa dạngChúng tôi hiểu rằng nhờ trân trọng khác biệt, tích cực bao quát tiếng nói đa dạng và cùng hành động, chúng ta có thể giải quyết những vấn đề phức tạp nhất của thế giới.
- Xuất sắcChúng tôi thách thức tối đa bản thân trong học hỏi và thể hiện công việc, khai thác những tinh thần tốt đẹp nhất để gây tác động.
- Bình đẳngChúng tôi tin vào giá trị bình đẳng của mỗi con người và tầm quan trọng của việc tôn trọng mỗi cá nhân; chúng tôi hiểu rằng thay đổi chỉ có thể xảy ra thông qua con người.

## Lịch sử

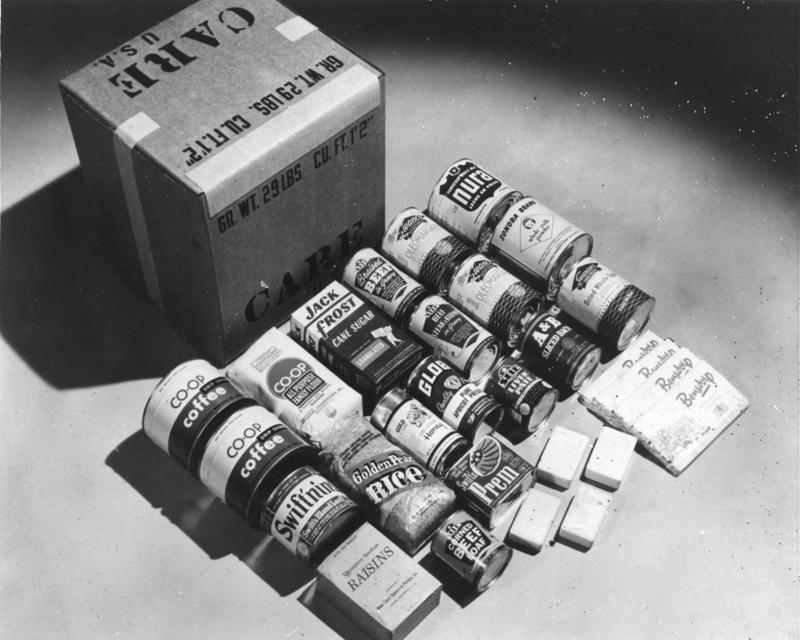
Gói quà của CARE, 1948

CARE được thành lập đầu tiên ở Hoa Kỳ trong tháng 11 năm 1945 như Hợp tác xã để gửi hàng Mỹ sang châu Âu. CARE được lập ra để đáp ứng sự thiếu hụt thực phẩm, hàng hóa ở châu Âu do hậu quả của Thế chiến thứ hai.
Sáng kiến là các người Mỹ sẽ có thể gửi các "thùng hàng cứu trợ" tới cho những người hết sức cần cứu trợ (thực phẩm). Hoạt động này tiêu biểu cho nỗ lực tập thể của 22 tổ chức của Hoa Kỳ. Hàng ngàn người Mỹ, trong đó có tổng thống Harry S. Truman đã đóng góp vào nỗ lực này. Năm 1946 tổ chức CARE "mở văn phòng đầu tiên của mình ở Canada để mở rộng tìm kiếm hỗ trợ cho nhiệm vụ của mình." Ngày 11.5.1946, 20.000 thùng hàng đầu tiên được chở tới hải cảng bị tàn phá Le Havre, Pháp.
Trong vòng 2 thập kỳ sau, khoảng 100 triệu thùng hàng nữa của CARE đã được gửi tới các người thiếu thốn, đầu tiên là ở châu Âu, sau đó là châu Á và các nơi khác trên thế giới.
Qua nhiều năm, hoạt động của CARE đã mở rộng nhắm vào các vấn đề đe dọa nhất của thế giới. Trong thập niên 1950, CARE đã mở rộng sang các quốc gia đang phát triển và sử dụng thực phẩm thặng dư của Hoa Kỳ để nuôi những người bị đói. Trong thập niên 1960, CARE đi tiên phong trong các chương trình chăm sóc sức khỏe ban đầu. Trong thập niên 1970, CARE đã cứu trợ các nạn đói lớn ở châu Phi - cả cứu trợ khẩn cấp lẫn giúp các dự án nông-lâm dài hạn - hợp nhất các việc quản lý đất đai và trồng cây lành mạnh thích hợp môi trường với các chương trình nông nghiệp.
Năm 1982 các tổ chức CARE quốc gia độc lập hoạt động dưới tên CARE Quốc tế, dưới sự điều hành của Nha Tổng thư ký - trụ sở ở Genève (Thụy Sĩ). Nha Tổng thư ký điều phối các hoạt động của 12 tổ chức thành viên ở Hoa Kỳ (1945), Canada (1946), Đức (1980), Na Uy (1980), Pháp (1983), Anh (1985), Áo (1986), Úc (1987), Nhật Bản (1987), Đan Mạch (1988), Hà Lan (2001) và Thái Lan (2003).
Vào tháng 5 năm 2004, Margaret Hassan, giám đốc văn phòng CARE ở Iraq, đã bị bắt cóc và sát hại tại Baghdad.

## Các nước có hoạt động của CARE
Năm 2016-2017, CARE hoạt động ở trên 90 quốc gia và vùng lãnh thổ.
Năm 2009, CARE đã tiến hành các chương trình ở các nước sau đây:
| Vùng hoạt động        | Quốc gia |
| --------------------- | --- |
| châu Á                | Afghanistan, Bangladesh, Campuchia, Đông Timor, Ấn Độ, Indonesia, Lào, Mông Cổ, Myanma, Nepal, Pakistan, Papua New Guinea, Sri Lanka, Tajikistan, Thái Lan, Vanuatu, Việt Nam |
| Đông Phi và Trung Phi | Burundi, Ethiopia, Cộng hòa Dân chủ Congo (DRC), Ethiopia, Kenya, Rwanda, Senegal, Somalia, Sudan, Tanzania, Uganda                                                           |
| Nam Phi và Tây Phi    | Angola, Bénin, Cameroon, Chad, Bờ Biển Ngà, Ghana, Lesotho, Liberia, Madagascar, Malawi, Mali, Maroc, Mozambique, Niger, Sierra Leone, Nam Phi, Togo, Zambia, Zimbabwe        |
| châu Mỹ Latin         | Argentina, Bolivia, Brasil, Cuba, Ecuador, El Salvador, Guatemala, Haiti, Honduras, Nicaragua, Peru.                                                                          |
| Trung Đông và Đông Âu | Armenia, Bosna và Hercegovina, Bulgaria, Croatia, Ai Cập, Gruzia, Jordan, Kosovo, Montenegro, România, Nga, Serbia, Bờ Tây/Gaza, Yemen                                        |